# Abarema microcalyx
Espèce
Abarema microcalyx est une espèce de plantes à fleurs de la famille des Fabaceae.
Selon Plants of the World Online, c'est un synonyme de Jupunba microcalyx. Selon ce site c'est un arbre Trouvé dans le nord de l'Amérique du Sud. Il pousse en milieu tropical humide.

## Description
C'est un arbre.

## Répartition
L'espèce est présente au Brésil, en Colombie, au Pérou et au Venezuela.

## Liste des variétés
Selon Tropicos (27 décembre 2013) (Attention liste brute contenant possiblement des synonymes) :
- variété Abarema microcalyx var. enterolobioides Barneby & J.W. Grimes
- variété Abarema microcalyx var. microcalyx
- variété Abarema microcalyx var. parauaquarae Barneby & J.W. Grimes